# Rjava čaplja
Rjava čaplja (znanstveno ime Ardea purpurea) je vrsta ptic iz družine čapelj (Ardeidae). Znanstveno ime izvira iz latinskega imena ardea »čaplja«, in purpureus, »vijolična barva«.

## Opis
Rjava čaplja ima dolžino telesa od 70 do 90 centimetrov (iztegnjen vrat) in razpon peruti od 107 do 143 centimetrov. S tem je manjša od sive čaplje, ki ji je v letu podobna. Vendar za svojo velikost tehta le 0,5 do 1,35 kg. Pri letenju je vrat ukrivljen v obliki črke S. Pogostost zamahovanja s krili je večja kot pri sivi čaplji. Razlikuje pa se po barvi in bistveno daljših prstih na nogah, ki so med letom pogosto razprti. Poleg tega so noge tanjše, kljun je motno rumene barve, greben kljuna je temen. Osnova zgornjega kljuna je svetla, glava je manjša in gre bolj položno od čela v kljun kot pri sivi čaplji. Šarenica je rumena. Strani glave in vratu so rdečkasto rjavi, z izrazitimi črnimi vzdolžnimi progami na vratu. Zgornja stran telesa je temno siva, manjša krovna peresa ima rjavo-vijolični odtenek, zlasti pri samcih. V operjenosti mladostnih osebkov v prvi zimi so celotna zgornja površina, manjša krovna peresa, vrat in glava oker rjave barve, temne vzdolžne proge na vratu so nejasne, zgornja površina pa je lisasta s temnimi sredicami perja. V prvem poletju sta vrat in zgornji del podobna odraslim pticam, vendar so manjša krovna peresa še vedno lisasto rjave.
Pri odraslih pticah je perje večinoma kostanjevo rjave barve. Dolg močan kljun je umazano rumen, zgornji del pa temen. Glava je kostanjevo rjave barve, grlo je belo, po temenu pa temno siva s čopki. Oči so svetlo rumene. Med bazo kljuna in zatiljem poteka temna proga. Vrat je dolg in vitek, ob straneh rjavkast ter z dolgo progo, po spodnjem delu progast, po zgornjem delu sivkast. Krila so po zgornji sivorjava, po spodnji rdečerjava, letalna peresa so temna. Rep je kratek, siv. Noge so dolge, oranžno rumene.
Povprečna hitrost letenja pri odraslih pticah se giblje od 39,2 do 42,4 km/h. Med letom svoje dolgi vratove ukrivijo v obliki črke S.

## Glas
Rjava čaplja ni zelo glasna. Med letom ostro zakliče »krrek«, vendar je klic manj glasen kot pri sivi čaplji. V kolonijah oddaja zvoke kvakanja in godrnjanja, podobne sivi čaplji.

## Razširjenost
Veliko območje razširjenosti vrste vključuje severozahodno, srednjo in južno Afriko, Madagaskar, južno Evropo in nato zahodno Azijo do zahodnega Pakistana; tudi jugovzhodna in vzhodna Azija od Indije in Cejlona vzhodno do Filipinov in severa do jugovzhodne Rusija. V Evropi obstajajo regionalne gnezdeče populacije na Nizozemskem, v Španiji, Franciji, južni Nemčiji, Avstrija, Italiji, na Balkanskem polotoku, v Grčiji, na Madžarskem, v Romuniji in Bulgariji ter v širokem pasu od južne Poljske do Črnega morja. 
Prepoznane so štiri podvrste rjave čaplje:
- A. p. purpurea – Linnaeus, 1766: nominalna podvrsta, razširjena po Afriki, Evropi (severno do Nizozemske ter jugozahodni Aziji vse do Kazahstana.
- A. p. madagascariensis – van Oort, 1910: na Madagaskarju,
- A. p. bournei – de Naurois, 1966: na Zelenortskih otokih. Nekateri avtorji jo vključujejo v purpurea, medtem ko jo drugi obravnavajo kot samostojno vrsto Ardea bournei.[6]
- A. p.  manilensis  – Meyen, 1834: razširjena v Aziji, od indijske podceline vzhodno do Filipinov in Indonezije, ter severno do Primorskega okraja v Rusiji.[7]

Je selivka, pretežno na dolge razdalje. V srednji Evropi se selitev začne okoli avgusta in konča oktobra. Še vedno pa je decembra na gnezditvenem območju mogoče opaziti posamezne ptice. Prezimovališča najdemo v stepskih predelih zahodne, vzhodne in južne Afrike. Posamezne rjave čaplje pa prezimujejo tudi v južni in jugovzhodni Evropi ter v Egiptu. Eno najpomembnejših prezimovališč je območje Sahela v Afriki, kjer najdemo obročkane ptice iz vseh delov Evrope. Tu jih lahko najdemo vse do območja mokre savane, še posebej blizu obale. Vračanje v Evropo traja od marca do maja.

## Habitat
Rjave čaplje naseljujejo močvirja, jezera, rečne bregove, jarke in kanale obdana z gostim rastlinjem od morske gladine do nadmorske višine 1800 m na Madagaskarju. Opažene so bile tudi na riževih poljih, kakor tudi na tropskih območjih v sestojih mangrov. Na Zelenortski otokih jih pogosteje opazimo na odprtih sušnih pobočjih.

## Prehrana
Rjave čaplje se hranijo predvsem ob mraku in zori, včasih čez dan. Same lovijo v močno zaraščeni plitvi vodi, tako, da stojijo pri miru ali zelo počasi premikajo, nato pa planejo na plen. Pri ulovu velikih rib, jih nabodejo najprej na svoj velik močen kljun. Njihova prehrana je zelo raznolika. Temelji predvsem na ribah do velikosti 15 cm, izjemoma pa tudi manjše ščuke. Alternativna hrana so žuželke, kot so hrošči, kobilice, kačji pastirji, kuščarji, kače in veliki voluharji.

## Razmnoževanje
Spolno vedenje je zelo podobno kot pri sivi čaplji. Rjave čaplje običajno dosežejo spolno zrelost v prvem letu življenja. Te ptice večino tvorijo monogamne pare. Gradnja gnezda je odvisna od zunanjih dejavnikov, kot so razpoložljivi materiali na njihovi lokaciji, vodni nivo ali prisotnost plenilcev. Najpogosteje so zgrajena na trstičju ali na rastlinah, ki so dovolj goste za zaščito pred kopenskimi plenilci.
Okoliški vodostaj običajno znaša od 0,4 do 1,5 metra. V kolikor ni na razpolago vegetacije, zgradijo gnezda na drevesih. Ta so večino sestavljene iz stebel in vejic. Gnezda so od 5 do 20 m narazen, globoka 5 do 10 cm, premera 0,5–0,8 metra, nad vodo pa 1 meter. Če se nivo vode nenadoma dvigne ali pade, se gnezda lahko zapustijo. Pri gradnji gnezda sodelujeta oba partnerja. Gnezdenje se v srednji Evropi začne od konca aprila in lahko traja do začetka julija.
Samica v povprečju znese 5 jajc. Ta so podolgovato ovalna, modrozelena in brez sijaja. Valita samica in samec izmenično povprečno 26 dni. En dan stari mladiči tehtajo med 25 in 40 gramov. Mladiči so gnezdomci. Starša jih krmita z izbljuvano hrano. Po 10 dneh pričnejo sami jesti iz kljuna staršev. Ko so stari 15 do 20 dni, mladiči že plezajo v trstičju v bližini gnezda. Pri 40 do 50 dneh so sposobni leteti, pri 56 dneh pa so popolnoma neodvisni.

## Populacija in ogroženost
Populacija se verjetno počasi zmanjšuje. Mednarodna zveza za ohranjanje narave (IUCN) je njen status ohranjenosti ocenila kot "najmanj ogrožen", ker stopnja upadanja ni zadostna, da bi upravičila uvrstitev v bolj ogroženo kategorijo. Populacija v Evropi šteje med 29.000 in 42.000 gnezdečih parov. Glavna območja razširjenosti so v Rusiji (10.000 do 15.000 gnezdečih parov), v Ukrajini (6.700 do 11.900 gnezdečih parov), v Franciji in Španiji, vsaka z 2.000 gnezdečimi pari. V srednji Evropi gnezdi med 1.500 in 2.300 gnezdečih parov, pri čemer je Madžarska srednjeevropska država z največjim številom gnezdečih parov, od 900 do 1.500 gnezdečih parov.
Glavna grožnja, s katero se ta ptica sooča, je izsuševanje in vznemirjanje njenih močvirnih habitatov, zlasti uničevanje trstičja. Rjava čaplja je ena od vrst, za katere velja Sporazum o ohranjanju afriško-evrazijskih selitvenih vodnih ptic (AEWA)
Rjava čaplja je ena od vrst, ki jo bodo podnebne spremembe še posebej prizadele. Raziskovalna skupina, ki sta jo naročila Britanska agencija za okolje in Kraljeva družba za zaščito ptic, da preuči prihodnjo razširjenost evropskih gnezdečih ptic na podlagi podnebnih modelov, predvideva, da se bo območje razširjenosti rjave čaplje do konca 21. stoletja bistveno spremenilo. Po tej napovedi jug Pirenejskega polotoka, Grčija ter deli Romunije  in Bulgarije tej vrsti ne ponujajo več primernih možnosti za preživetje.  Rjava čaplja ne bo več poseljevala okoli treh četrtin današnjega območja razširjenosti. Vendar pa se bo območje širilo še naprej proti severu in zajemalo Južno Anglijo, DanskoDansko in države, ki mejijo na južno obalo Baltskega morja.

## Galerija
- Pristajanje čaplje na grm- Perniško jezero
- Rjava čaplja v letu

## Literarura
- Hans-Günther Bauer, Einhard Bezzel, Wolfgang Fiedler (Hrsg.): Das Kompendium der Vögel Mitteleuropas: Alles über Biologie, Gefährdung und Schutz. Band 1: Nonpasseriformes – Nichtsperlingsvögel. Aula-Verlag Wiebelsheim, Wiesbaden 2005, ISBN 3-89104-647-2.